# 赵安仁
赵安仁（?—?）。字小喜，深州乐寿（今河北献县）人，辽朝宦官。
赵安仁幼时被辽兵俘掳，为阉宦。辽圣宗统和年间，为黄门令、秦晋国王耶律隆庆府祗候。耶律隆庆死後，赵安仁改任内侍省押班、御院通进。开泰八年（1019年），和李胜哥计划南奔宋朝，中途被擒。被圣宗赦免。后来他成为钦哀皇后蕭耨斤的亲信。当时仁德皇后和钦哀皇后不和，他受到钦哀皇后的命令秘密伺机仁德皇后的动静，后来事情泄露，他再次计划南逃宋朝。仁德皇后萧菩萨哥想要杀死他，被钦哀皇后救下。辽兴宗重熙年间，参与废钦哀太后事，授左承宣、监门卫大将军，充契丹汉人渤海内侍都知，兼都提点。钦哀太后被辽兴宗迎回，太后责赵安仁离间母子，以德报怨。他无言以对。后来不知所终。

## 延伸阅读
[在维基数据编辑]